# 2005 au Vatican
Chronologie du Vatican
- 2001
- 2002
- 2003
- 2004
- 2005
- 2006
- 2007
- 2008
- 2009

Cette page concerne les évènements survenus en 2005 au Vatican  :

## Évènement
- 2 avril : Mort du pape Jean-Paul II
- 18-19 avril : Conclave
- 19 avril : Élection du pape Benoît XVI
- 13 novembre : Béatification de Charles de Foucauld, Maria Pia Mastena et Maria Crocifissa Curcio.